# Lilies Handayani
Lilies Handayani (née le 15 avril 1965 à Surabaja) est une archère indonésienne.

## Biographie
Aux Jeux olympiques d'été de 1988 à Séoul, Lilies Handayani remporte la médaille d'argent par équipe avec Nurfitriyana Saiman et Kusuma Wardhani.